# White Is in the Winter Night
White is in the Winter Night è un singolo della cantante e musicista irlandese Enya, pubblicato nel 2008 come secondo estratto dall'album And Winter Came....
Questo singolo è da considerarsi più una pubblicazione promozionale, in quanto è stato pubblicato solo per il mercato americano come brano natalizio.

## Tracce
Download digitale
- White is in the Winter Night - 3:00

## Piazzamenti in classifica
| Paese                        | Posizione |
| ---------------------------- | --------- |
| Billboard Adult Contemporary | 8         |